# Tiny Tim

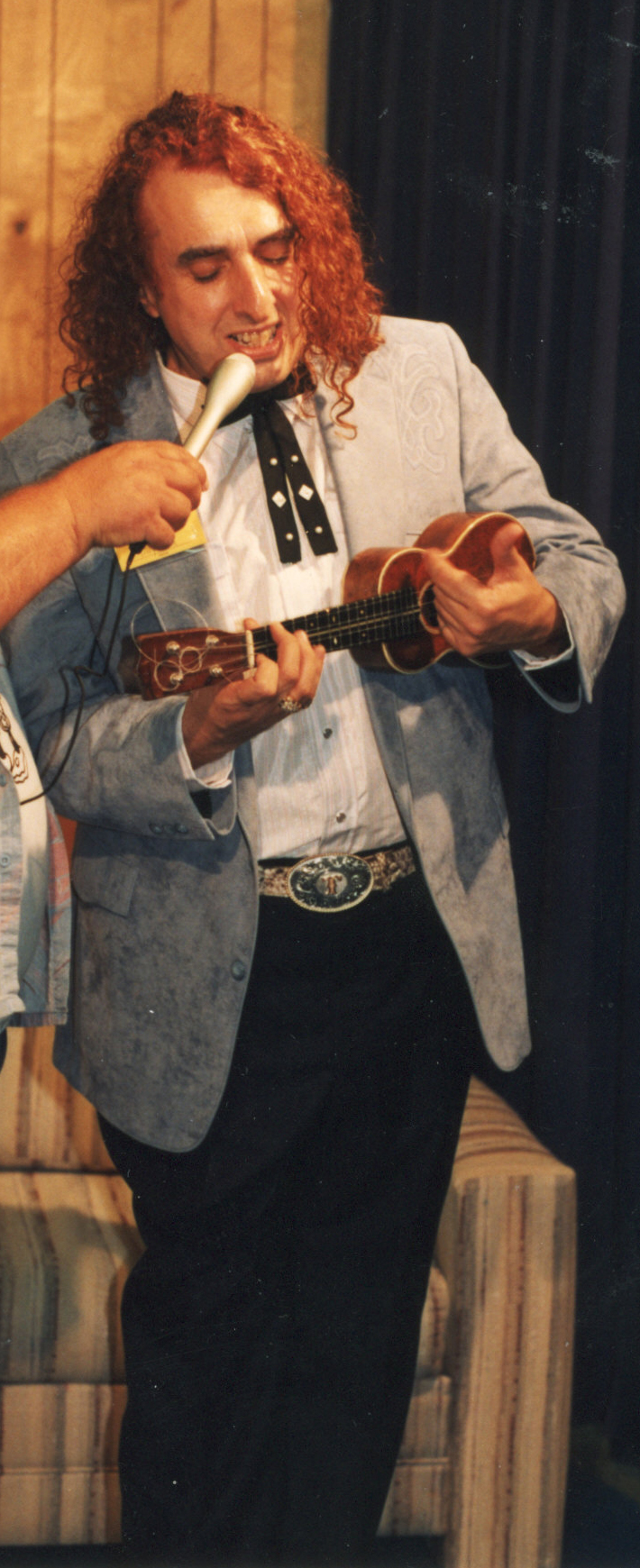
Tiny Tim (ca. 1988)

Tiny Tim (bürgerlich Herbert Butros Khaury oder auch bekannt als Herbert Buckingham Khaury; * 12. April 1932 in Manhattan, New York City; † 30. November 1996 im Hennepin County, Minnesota) war ein US-amerikanischer Popmusiker und Entertainer. Sein Künstlername Tiny Tim ist ein Pseudonym nach einer Figur aus Charles Dickens’ A Christmas Carol.

## Biografie
Herbert Buckingham Khaury wurde in New York als Sohn des Libanesen Butros Hanna Khaury (1891–1971) und der Polin Tillie Staff (1893–1986) geboren. Über seine Kindheit ist nur wenig bekannt. Angeblich fing er schon sehr früh an, sich sein Gesicht blass zu pudern, sich rote Bäckchen zu schminken und sein Haar lang wachsen zu lassen. Dies verlieh ihm ein für die 1940er und 1950er Jahre recht exotisches Äußeres. Von 1951 bis 1952 arbeitete er unter anderem als Bote (messenger) für Loew’s mit Sitz in New York City.
Seinen Zeitgenossen imponierte vor allem sein enormes musikalisches Wissen. Nachdem er unter den Namen Julian Foxglove, Larry Love oder Derry Dover, sich selbst auf der Ukulele begleitend, unter anderem in U-Bahnen den Fahrgästen etwas vorgesungen hatte, war Tiny Tim in den 1960er Jahren schließlich zu einer festen Größe der US-amerikanischen Subkultur geworden und spätestens nach seinem Auftritt beim Isle of Wight Festival 1970 auch in Europa weitläufig bekannt.
Im Jahre 1969 machte er Schlagzeilen, als er vor laufenden TV-Kameras die damals erst 17-jährige Victoria Mae Budinger, genannt Miss Vicky, heiratete. Aus der Ehe ging eine Tochter namens Tulip (deutsch Tulpe) hervor, die er nach seinem einzigen Single-Hit Tiptoe Through The Tulips (deutsch „auf Zehenspitzen durch die Tulpen“; als Version von Ilja Richter Tip Tap in die Tulpen) benannt hatte. 1977, kurz nach seiner Scheidung, heiratete er Jan Alweiss. Diese zweite Verbindung währte jedoch nicht lange, und auch Khaurys Ruhm ließ in dieser Zeit nach. Zudem war er alkoholkrank und litt an Diabetes. Nach einem Comeback im Jahr 1988 wurde er wieder kreativer und machte neue Studioaufnahmen, die aber erst 1995 veröffentlicht wurden. Unterdessen heiratete er seine dritte Frau Sue Gardner.
Jahrzehntelang galt Khaury als Kurator der US-amerikanischen Musik ab Ende der 1980er bis in die 1990er Jahre und besaß ein ausgeprägtes eidetisches Gedächtnis, wodurch er unzählige Daten mit erlebten Ereignissen verbinden konnte. 
Ende 1996 verstarb Khaury noch während eines Auftritts auf der Bühne, das letzte Lied, welches er gespielt hatte, war Tip-Toe Thru’ The Tulips. Todesursache war ein Herzinfarkt. Fotos zeigten den Entertainer im Sarg mit seiner Ukulele aufgebahrt, die ihm mit ins Grab gegeben wurde.

## Image und musikalisches Schaffen
Markant war neben seiner Stimme, die zwischen Falsettsopran und Bariton variierte, seine außergewöhnliche Physiognomie. Er war 1,85 m groß und schlank, im fortgeschrittenen Alter aber recht füllig, und trug zumeist etwas zu kleine und sehr eng geschnittene Anzüge.
Anfänglich bewegte er sich musikalisch in der Tradition des Vaudeville- und Revuegesangs, griff aber auch gängige Pophits seiner Zeit auf, für die er sich auf seiner Ukulele begleitete. Ab etwa Mitte der 1970er Jahre, mit zunehmender Berühmtheit, entwickelte er seinen Stil in Richtung Pop und Glam-Rock. 

### Filme und Serien
Tim trat vereinzelt auch als Schauspieler in Film und Fernsehen in Erscheinung. 1987 war er in dem Horrorfilm Blood Harvest zu sehen.
Der von ihm gecoverte Song Living in the Sunlight, Lovin’ in the Moonlight wurde für die Debütfolge Aushilfe gesucht der Serie SpongeBob Schwammkopf verwendet. Sein Name wurde dort zudem in der Folge 11 der ersten Staffel genannt. Zudem fand der Song Tip Toe Thru’ the Tulips with me im Film Insidious Verwendung. So gelang es ihm ab den 2000er Jahren, postum unglaubliche Bekanntheit vor allem bei Kindern und Jugendlichen der Generation Y und Z zu erlangen, sodass er fest mit der Serie SpongeBob Schwammkopf assoziiert wird.

## Diskografie
- April Showers. (1966)
- God Bless Tiny Tim. (1968)
- Tiny Tim’s Second Album. (1968)
- Tip Toe Through The Tulips With Me. (1968)
- The Beatles’ 1968 Christmas Record (1968)
- For All My Little Friends. (1969)
- The Eternal Troubadour. (1986)
- Tiny Rock. (1992)
- Song Of An Impotent Troubadour. (1994)
- Girl. (1996)
- Tiny Tim’s Christmas Album (1996)